# 安邦乡
安邦乡，是中华人民共和国黑龙江省双鸭山市尖山区下辖的一个乡镇级行政单位。

## 行政区划
安邦乡下辖以下地区：
双胜村、朝阳村、双兴村、西山村、双合村、公立村、原鲜村、集东村、建胜村、窑地村、富安村、长安村和双富村。